# هورتايغويلا
بلدية هورتايغويلا (بالإسبانية: Hortigüela)‏, هي إحدى بلديات مقاطعة برغش, التي تقع في منطقة قشتالة وليون, والتي تقع في شمال غرب إسبانيا.
يبلغ عدد سكانها 126 نسمة وفقاً لإحصائية سنة (2002).